# CH-S203C/TD
CH-S203C/TDは、セイコーインスツル (SII) が開発した、DDIポケット（現ウィルコム）向けコンパクトフラッシュ形データ通信端末製品である。

## 概要
このデータ端末は、コンパクトフラッシュ型 Type2端末で、2011年1月現在ウィルコムのラインナップの中で唯一「Two LINK DATA」に対応。2004年9月の発売開始以来、2010年9月時点で販売期間が6年を過ぎている。
PCカードスロットのあるPCでは、付属しているアダプターで端子変換した上で利用出来る。また、USB端子しかないPCの場合は、別売りの「PCカード用USBアダプタ」を購入する事で、通信する事が出来る。
「Two LINK DATA」対応なので、サービスを利用した場合に、発信先が3箇所に限定する代わりに、月額料金が1,029円（税抜き980円）で使用する事が出来る。
本体の色調は黒色を採用している。通信形式は、PIAFS（64k・32k）に対応している。

## 仕様（テンプレート外）
- 対応OS（各日本語版）
  - Microsoft Windows 98
  - Microsoft Windows Millennium Edition
  - Microsoft Windows NT 4.0
  - Microsoft Windows 2000
  - Microsoft Windows XP
  - Microsoft Windows Vista
  - Microsoft Windows 7
  - Classic Mac OS 9.0 - 9.1 / 9.2.1～9.2.2
  - macOS 10.1.5～10.5.8
  - Pocket PC 2002
  - Windows Mobile 2003 / 2003SE / 5.0

## 歴史
- 2004年6月3日 - 技術基準適合証明 (TELEC) の審査を通過（証明記号 - CIZ15305）。
- 2004年8月30日 - 販売予定である事を発表。
- 2004年9月10日 - 発売開始。